# 江繋バイパス
江繋バイパス（えつなぎバイパス）は、岩手県宮古市を通る国道340号のバイパス道路である。

## 概要
宮古市小国地区から川井地区中心部にかけての急カーブ・幅員狭小箇所解消のために建設。本項では既存ルートを拡幅した箇所も含めて1本のバイパスと位置づけている。
なお遠野市との境にある立丸峠と上閉伊郡大槌町との境にある土坂峠（岩手県道26号大槌小国線）は急勾配・急カーブ・幅員狭小箇所が連続しているため、大型車の通行は勧められない。ただし両峠の冬期閉鎖規制は行われていない。なお、立丸峠の長大トンネルによる新道建設の構想は、立丸峠地域連携道路整備事業として2012年9月10日に岩手県大規模事業評価専門委員会において事業実施との答申があった。

### 路線データ
- 起点：宮古市小国字下湯沢（旧・宮古市立小国小学校前）
- 終点：宮古市川井字明神下（新川井橋北T字路・国道106号交点）

## 地理

### 通過する自治体
- 岩手県
  - 遠野市

### 交差する道路
- 岩手県道25号紫波江繋線（宮古市江繋字明神・西塔幸子記念館前十字路）